# ژانگ چانگنینگ
ژانگ چانگنینگ (انگلیسی: Zhang Changning؛ زادهٔ ۶ نوامبر ۱۹۹۵) بازیکن والیبال اهل چین است.
از افتخارات وی میتوان به کسب مدال طلا به همراه تیم ملی والیبال زنان چین در بازی‌های المپیک تابستانی ۲۰۱۶ اشاره کرد.